# 後藤房之助

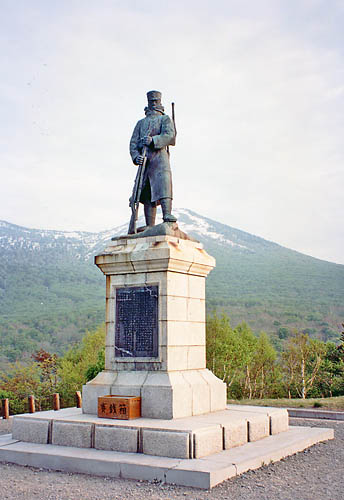
後藤房之助伍長之像（全身攝影圖）

後藤房之助（1879年11月14日—1924年7月31日），宮城縣栗原郡姫松村（今栗原市）出身，大日本帝國陸軍的伍長，是八甲田雪中行軍遭難事件發生後的生存者中的一人。返鄉後，擔任村會議員，共2期。

## 經歷
1899年12月，被陸軍徴集，編入陸軍。
1902年1月，擔任步兵第5聯隊的伍長，並在八甲田山進行雪中行軍。1月23日出發，遭難時的結果導致大半的兵士遭到凍死的慘劇。

## 後藤房之助伍長之像

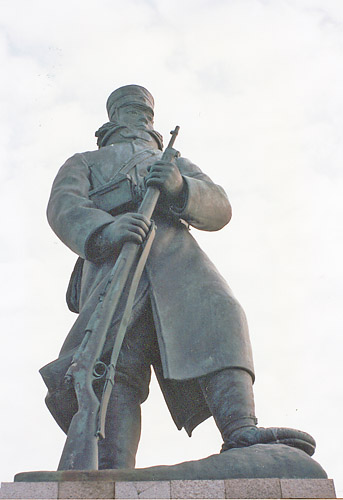
後藤房之助伍長之像

1999年2月22日，青森市指定該銅像為有形文化財。該文化財的登錄名稱為「歩兵第五連隊第二大隊遭難記念碑（八甲田山雪中行軍遭難後藤伍長銅像）」。

## 影視作品
- 在描寫八甲田雪中行軍遭難事件的電影《八甲田山》，由新克利飾演「江藤伍長」。

## 參閲
- 八甲田雪中行軍遭難事件
- 神成文吉